# Eugen von Albori
Barun Eugen (Eugen Freiherr von Albori) von Albori (27. rujna 1838. – 4. rujna 1915.), austrijski vladin namjesnik. Bio je austro-ugarski namjesnik Bosne i Hercegovine od 8. prosinca 1903. do 25. lipnja 1907. godine.
Barun von Albori na položaju je naslijedio Johanna von Appela. Poslije von Alborija namjesnik je bio Anton von Winzor.
Počasni građanin Čajniča. Njemu u čast uređen je gradski park Albori.